# Danziger Volksstimme
Die Danziger Volksstimme war eine sozialdemokratische Zeitung, die von 1920 bis 1936 in Danzig herausgegeben wurde.

## Geschichte
Die Tageszeitung war Organ der Danziger SPD. Sie wurde am 3. Januar 1920 als Fortsetzung der Volkswacht (1910–1919) gegründet. Die Namensänderung war durch die Bemühungen um eine Einigung der Sozialdemokratie in der Freien Stadt Danzig bedingt.
Herausgeber war Julius Gehl, dem die Chefredakteure Ernst Loops und in den 1930er Jahren Fritz Weber zur Seite standen. Redaktion und Druckerei befanden sich in der Schule des ehemaligen Spend- und Waisenhauses. Zu den Journalisten und Mitarbeiter gehörten unter anderen: Georg Streiter, Erich Brost (nach 1947 WAZ), Willibald Omankowski, Erich Ruschkewitz, Richard Teclaw. Nach den Danziger Neuesten Nachrichten (DNN) war die Volksstimme die auflagenstärkste Zeitung der Freistadt Danzig. Ihr Einzelpreis betrug im Januar 1933 15 Pfennig bzw. 30 Groszy.
Nachdem die Danziger Neuesten Nachrichten im Frühjahr 1933 als Maßnahme der nationalsozialistischen Führung gleichgeschaltet wurden, nahm die Bedeutung der Danziger Volksstimme als wichtigste Tageszeitung der Opposition zu und ihre Auflage erreichte 1935 40.000 Exemplare. Der Druck der Zeitung musste mehrmals ausgesetzt werden. Ihre Herausgabe wurde durch administrative Schikanen, Beschlagnahme von Material und Druck gegen ihre Journalisten behindert.
Am 8. Juli 1936 erschien die Danziger Volksstimme zum letzten Mal. Abgedruckt ist lediglich die Verbotsverfügung des Danziger Polizeipräsidenten.